# Івано-Франківська духовна семінарія
Івано-Франківська духовна семінарія імені святого священномученика Йосафата, раніше Станиславівська духовна семінарія — вищий духовний навчальний заклад УГКЦ у місті Івано-Франківськ. Сучасна назва — Семінарія імені святого священномученика Йосафата (Кунцевича).
Опікуються цим навчальним закладом єпархіальні священники. Семінарія стала базою для утворення після 1990 р. Інституту і згодом Теологічної академії.

## Історія
- 13 березня 1893 р. декретом імператора Австро-Угорської імперії було дозволено засновувати єпархіальні духовні семінарії, також — і тодішньому ординарію Станиславівської єпархії УГКЦ єпископові Юліану Сас-Куїловському. Котрий склав кошторис спорудження Духовної Семінарії в місті Станиславів.
- У серпні 1899 р. наступний Ординарій Станиславівської єпархії єпископ Андрей Шептицький ЧСВВ закупив навпроти свого палацу на вулиці Липовій (тепер Шевченка) земельну ділянку, добившись наступного року від уряду Австро-Угорської імперії дозволу на спорудження Семінарії.
- У червні 1902 р. розпочалося будівництво Духовної Семінарії.
- 14 січня 1907 р. перші 19 семінаристів почали навчання. Що було результатом зусиль єпископа-ординарія Станиславова Григорія Хомишина, який обійняв Станиславівську катедру після призначення єпископа графа Андрія Шептицького митрополитом Львівським.
- Семінарія відновила своє повноцінне життя 12 липня 1990 року. Варто зауважити що від 1945 р. до 1990 р. навчання семінаристів проходило у підпільних обставинах. За час діяльності семінарії в підпіллі були виховані молоді священики, які стали опорою для старших, які повертались із концтаборів радянського союзу після репресій.

## Ректори
- У 1906–1915 роках — о. Єремія Ломницький, ЧСВВ;
- у 1918–1923 рр.  — о. Михайло Вальницький;
- у 1923–1945 рр. — о. Авксентій Бойчук;
- від 1990 р. — єп. Іриней Білик;
- з 1994 р. — єп. Софрон Мудрий;
- з 2000 р. — о. Теодозій Янків, ЧСВВ;
- з 18 грудня 2001 р. до 15 травня 2010 р. — о. (доктор наук) Олег Каськів;
- з 15 травня 2010 р. — о. Олександр Левицький;
- з 13 червня 2014 р. — о. (доктор наук) Олег Каськів[1];
- з 13 вересня 2016 р. — о. Олесь Будзяк;
- з 20 червня 2019 р. — о. Роман Микієвич[2].